# Wotton (Surrey)
Pour les articles homonymes, voir Wotton.
Wotton est une paroisse civile et un village du Surrey, en Angleterre.